# Anders Gratte
Karl Anders Gratte, född 18 februari 1949 i Växjö, är en svensk journalist, producent, lärare och författare. Han är kusin till advokaten Per Gratte.
Efter studentexamen 1968 och akademiska studier 1968–1971 lämnade han hemstaden Växjö och gick på journalisthögskolan i Stockholm 1971–1972, där han senare även verkat som lektor och studierektor. Gratte har arbetat som nyhetsreporter, dokumentärfilmare, programledare och producent, mestadels åt Sveriges Television, där han anställdes 1979. Som nyhetsreporter har han varit knuten till Rapport och Aktuellt samt de regionala nyhetsprogrammen Smålandsnytt i Växjö, Östnytt i Norrköping och ABC i Stockholm. Anders Gratte var redaktionschef för Smålandsnytt i Växjö 1999–2002. Han har också varit programledare för TV-serien Sånt är livet. Numera är han karriärcoach och projektledare samt lärare i dramaturgi. Han är verksam  såväl i Sverige som utomlands.
Anders Gratte är författare till böckerna TV-journalisten – praktik och teori i nyhetstelevisionen och TV-dramaturgi i det lilla formatet. Han har också producerat filmen Den du redan är om konstnären Klas Parknäs.
Gratte är bosatt i Stockholm och har fyra barn.